# Cerkev sv. Marije Magdalene, Černjeja
Cerkev sv. Marije Magdalene (italijansko Chiesa di Santa Maria Maddalena, furlansko Glesie di Sante Marie Madalene) je katoliško bogoslužje v Černjeji pri Nemah v Pokrajini Videm. Stavba se nahaja v bližini ostankov Černjejskega gradu in je v nekaj minutah peš dostopna iz Spodnje Černjeje (Dolenjena).

## Zgodovina
Cerkev so leta 1323 zgradili Peter, Janez in Konrad iz Černjeje, potomci družine Savorgnano. Prvotno je bila posvečena svetima Petru in Pavlu, šele pozneje, v 15. stoletju, pa je bila posvečena sveti Mariji Magdaleni. Skozi stoletja so cerkev, ki so jo večkrat poškodovali pogosti potresi na tem območju, obnovili. Zadnji posegi segajo v leta po potresu v Furlaniji leta 1976.

## Opis
Cerkev stoji na pobočju gore, do katere vodi ozko kamnito stopnišče iz severa. Pred dvorano je velika veranda, približno kvadratnega tlorisa, s tremi okroglo obokanimi odprtinami na treh straneh; dve od teh odprtin imata majhno steno, na kateri je mogoče sedeti, medtem ko tretja, ki se nahaja na severu, omogoča dostop do sakralne stavbe. Pročelje stavbe je dvokapno, na najvišji točki pa ga krasi zvonik s stebriščem.
Dostop do dvorane je mogoč skozi kamnit portal. Dvorana s pravokotnim tlorisom ima ostanke nekaterih fresk na treh ploščah na stenah in je od prezbiterija ločena z okroglim obokom. Dve majhni okni, obrnjeni proti jugu, omogočata vstop svetlobe, medtem ko se približno na polovici dvorane, prav tako proti jugu, odpirajo sekundarna kamnita vrata.
Strop dvorane je izpostavljen z lesenimi tramovi in ploščicami iz terakote. Prezbiterij, kvadratnega tlorisa, dvignjen za eno stopnico in manjši od dvorane, ima v sredini kamnit oltar. Na jugu je pravokotno okno. Cerkev nima zakristije in zvonika. Tla celotne stavbe so narejena iz terakotnih ploščic.